# Taceno
Taceno är en ort och kommun i provinsen Lecco i regionen Lombardiet i Italien. Kommunen hade 534 invånare (2018).